# Album (muzică)
În muzică, un album reprezintă o colecție de piese (compoziții). În funcție de context, albumul poate fi conceput fie ca o partitură, fie ca reuniunea unor înregistrări sonore.

## Partitură
Până la momentul răspândirii discurilor de vinil de format mare (LP), termenul desemna exclusiv o partitură cuprinzând piese cu o orchestrație sumară (muzică de cameră, reducții pentru pian sau două piane – uneori cu voce, sau doar partitura vocii în dreptul căreia sunt notate cifrajele armoniei – pe modelul de fake book). Lucrările muzicale pentru o orchestră de mari proporții sunt, de regulă, prezentate în partituri izolate; există și cazul în care un album poate conține fragmente, selecțiuni din lucrări cu orchestrații ample.
Criteriile după care se realizează un album sunt diverse, piesele putând fi creații ale unui autor unic sau provenind de la mai mulți compozitori. Există albume pregătite ca atare de către compozitorii lor (îndeosebi albume de piese pentru pian solo), în vreme ce selecția pentru constituirea altor albume poate ține seamă de criterii valorice, de notorietatea unor piese (în context general, al creației unui compozitor sau în contextul unei epoci – diverși autori), de tematică (piese care iustrează o anume temă sau care pornesc de la o imagine sau un concept comun), piese puțin cunoscute ale unuia sau mai multor autori ș.a.m.d.
Pentru a evita confuzia cu albumul muzical înțeles ca entitate discografică (reuniunea unor înregistrări), albumul sub formă de partitură este adesea numit album de piese.

### Istoric. Tipuri de albume
Albumele s-au bucurat de un mare succes la finele secolului al XIX-lea și au rezistat până în ziua de astăzi, constituind o preferință îndeosebi pentru muzicienii amatori. La trecerea către secolul XX, albumele erau adesea oferite ca bonus la achiziționarea unor reviste de muzică. Aceste albume conțineau majoritar reducții pentru pian (cu voce, acolo unde era cazul), iar uneori apăreau și mici aranjamente pentru ansamblu de cameră; piesele alese erau adresate unui public nepretențios și nu aveau un nivel ridicat de dificultate a interpretării.
În vremea filmelor mute existau albume de piese folosite în teatre și cinematografe cu scopul de a acompania derularea filmului; majoritar, piesele alese erau teme binecunoscute din creația cultă. În primii ani, acest acompaniament arareori avea un rol dramatic, mult mai curând reprezentând un mijloc de a acoperi zgomotul produs de aparatul de proiecție și de a înlesni delectarea spectatorilor (de aceea, nu se alegeau lucrări de caracter, cu un vădit conținut emoțional). În anii 1910, s-au utilizat foarte mult albume în care piesele erau ordonate în funcție de impactul emoțional asupra publicului; folosind un astfel de album, pianistul sau dirijorul unui ansamblu cameral interpreta în timpul proiecției un potpuriu care să urmărească evoluția afectivă a filmului. Din anii 1920, folosirea unei muzici de film de sine stătătoare a câștigat treptat teren în fața mai vechilor practici, astfel încât albumele de piese și-au pierdut această întrebuințare.
În continuare, au început să apară albume în care erau notate piese de jazz sau muzică ușoară (cu text sau prin notarea melodiei instrumentului solist – mai ales la jazz). Pentru muzica ușoară s-au folosit mai întâi notații explicite, fără pasaje improvizate, pentru voce și pian. În schimb, muzica de jazz a dezvoltat notația de fake book (partitura vocală sau a instrumentului solist, însoțită de cifraje de acorduri), într-o măsură asemănătoare cu basul cifrat folosit în baroc. Unele culegeri sau albume de muzică ușoară au preluat această notație.
În paralel, albumele de muzică editate în mediul academic s-au extins asupra creației corale, a folclorului muzical, fiind publicate și albume (culegeri) de solfegii, dictate ș.a. în scopuri educative.

## Colecție de înregistrări
Sub influența limbii engleze, termenul a primit un al doilea înțeles în lumea muzicii: acela de colecție de înregistrări ce se regăsesc pe un disc de vinil tip LP sau un CD (uneori, și pe două astfel de discuri – dublu album – sau pe mai multe – caz rar întâlnit). Albumele se pot regăsi frecvent și pe casetă audio, acest suport neconstituind însă un reper în evoluția conceptului (cum a fost popularizarea CD-ului). În limba română, termenul „album” s-a impus în această întrebuințare în a doua jumătate a secolului XX.
Albumul reprezintă unitatea discografică cel mai des întrebuințată și cea mai vastă; conținutul unui album cuprinde înregistrări a căror durată variază de la 30-40 de minute (simplu LP) până la 160 de minute (dublu CD) sau chiar mai mult. Un album cuprinde de la 4 la 35 de piese, cu toate că aceste limite pot fi uneori depășite. Albumul este mai cuprinzător decât discul EP, discul single și maxi single.
Albumele sunt puse în vânzare în mod obișnuit prin intermediul unei case de discuri. Uneori, vânzările se fac la concerte, în turneul de promovare a albumului vizat; o metodă experimentată recent este vânzarea albumelor integrale sau a pieselor cuprinse în acestea prin Internet.

### Tipuri de albume
- album de studio, înregistrat în studio, conținând versiunile reperate cel mai adesea când se aduc în discuție piese ale muzicienilor care l-au creat. Albumul de studio este înregistrat și produs folosind tehnici specifice, uneori dificil sau chiar imposibil de reprodus în alte condiții (de exemplu, în concerte).
- album live, înregistrare din concert. Poate conține muzică deja înregistrată pe albume de studio, piese care urmează să fie înregistrate sau lansate pe un nou album sau piese care nu sunt intenționate a fi înregistrate în studio.
- dublu album, album de studio sau live format din două LP-uri sau CD-uri (după caz) din rațiuni de preferință sau ca urmare a limitării de spațiu în cazul unui singur LP, respectiv CD
- compilație, selecție de piese aparținând de un singur muzician (o formație) sau de mai mulți muzicieni (mai multe formații), reunite după diverse criterii
  - greatest hits, compilație a unui singur muzician (unei formații), unde piesele sunt reunite sub criteriul succesului comercial
- album remixat, album conținând remix-uri proprii sau ale unor piese semnate de alți muzicieni
- album de versiuni cover, oarecum similar cu albumul remixat, în acest caz sunt prezentate reinterpretări ale unor piese compuse și inițial interpretate de alți muzicieni
  - album tribut, album de versiuni cover care insistă pe reproducerea sonorităților specifice ale înregistrărilor originale; de obicei, cuprinde piese ale unui singur muzician (ale unei formații)
- album video, caz excepțional de promovare a unui album pe suport audio-vizual (videocasetă, DVD), muzica fiind în permanență însoțită de imagine, fie ea înregistrare din concert, un film special creat sau film video
- coloană sonoră, album cuprinzând piesele muzicale (originale sau nu) apărute într-un film